# Regret to Inform
Pour plus de détails, voir Fiche technique et Distribution.
Regret to Inform est un film américain réalisé par Barbara Sonneborn, sorti en 1998.

## Synopsis
Filmé sur une période de dix ans, la réalisatrice Barbara Sonneborn explore la région dans laquelle son mari a été tué durant la guerre du Viêt Nam.

## Fiche technique
- Titre : Regret to Inform
- Réalisation : Barbara Sonneborn
- Scénario : Barbara Sonneborn
- Musique : Todd Boekelheide
- Photographie : Emiko Omori, Daniel Reeves et Nancy Schiesari
- Montage : Lucy Massie Phenix et Ken Schneider
- Production : Barbara Sonneborn
- Société de production : Sun Fountain Productions
- Pays :  États-Unis
- Genre : Documentaire
- Durée : 72 minutes
- Dates de sortie : 
  -  États-Unis : 1998

## Distinctions
Le film a été nommé à l'Oscar du meilleur film documentaire.